# Bitwa pod Kinburn (1855)
Bitwa pod Kinburn – starcie zbrojne, które miało miejsce w końcowej fazie wojny krymskiej. 17 października 1855 roku połączona flota brytyjsko-francuska podjęła zwycięską walkę z rosyjskimi fortecami usytuowanymi u ujścia Dniepru, w tym z fortecą Kinburn na skraju Cypla Kinburskiego (przy limanie Dniepru i Bohu – estuarium Dniepru na terenie dzisiejszej Ukrainy). 

## Przebieg
Chociaż bitwa nie miała wpływu na wynik kończącej się wojny, jest godna uwagi ze względu na jeden z pierwszych w historii przypadków bojowego użycia okrętów pancernych. Zapewniły one sprzymierzonej flocie stosunkowo szybki i łatwy sukces. W ciągu czterogodzinnej walki francuskie okręty zniszczyły wrogie baterie i chroniące je fortyfikacje. Mimo iż same otrzymały w międzyczasie wiele trafień, dzięki opancerzonym kadłubom nie poniosły większych strat. Starcie to, wespół z bitwą pod Synopą, miało decydujący wpływ na wycofanie z użycia przez nowoczesne marynarki wojenne okrętów o drewnianej konstrukcji.